# Wolfsherz
Wolfsherz ist ein 1997 erstmals erschienener Horror-Roman des deutschen Autors Wolfgang Hohlbein, in dem er das Thema des Werwolfs verwendet, welches er später auch noch in weiteren Werken wie seiner Chronik der Unsterblichen behandelte.

## Handlung
Irgendwo im ehemaligen Jugoslawien trifft sich das Journalisten-Ehepaar Stefan und Rebecca Mewes mit einem russischen Söldnerhauptmann. Das vermeintliche Exklusivinterview endet in einer Katastrophe, denn ihr Führer, der angebliche Österreicher Wissler, entpuppt sich als amerikanischer Geheimagent und tötet den Söldnerführer.
Die drei fliehen in ein dunkles Tal, in dem Rebecca ein ausgesetztes Kleinkind findet. Als sie es an sich nehmen will, greifen Wölfe die kleine Gruppe an und verletzten Rebecca schwer. Sie können sich retten und nehmen das Mädchen mit nach Deutschland, wo Rebecca es adoptieren will. Wissler verspricht, den Mewes dabei zu helfen, aber bevor es dazu kommt, gibt es mehrere brutale Morde an Mitgliedern des Krankenhauspersonals.
Gleichzeitig spüren Stefan und Rebecca, dass sie sich zu verändern beginnen: Ihre Sinne sind geschärft, ihre Körperkraft übermenschlich. Immer öfter wird Stefan von animalischen Instinkten übermannt. Diese erweisen sich jedoch bald als nützlich, denn die Männer des von Wissler ermordeten Russen kommen unter der Führung seines Sohnes nach Deutschland, um sich zu rächen. Gleichzeitig tauchen in der Stadt seltsame Zwitterwesen auf, die eine erschreckende Ähnlichkeit mit den legendären Werwölfen haben – sie wollen das Findelkind „zurück nach Hause“ holen.
Stefan und Rebecca fliehen zusammen mit dem kleinen Mädchen, das sie Eva genannt haben, und verstecken sich bei Rebeccas reichem Bruder. Als gleichzeitig die Werwölfe und die Söldner bei dessen Villa auftauchen, bricht die Hölle los: Die Russen liefern sich mit der ebenfalls anrückenden Polizei eine brutale Schlacht, während die im Haus Eingeschlossenen mit den Angriffen der wütenden Werwölfe fertig werden müssen. Schließlich gelingt es mit Wisslers Hilfe, die Wölfe zu töten. Den Söldnern erzählt dieser, die Tiere hätten ihren Führer getötet.
So ziehen alle zusammen wieder zurück in das kleine Tal, das die Einheimischen Wolfsherz nennen. Die Russen beginnen mit der Ausrottung des alten Werwolfrudels, während Wissler versucht, Stefan zu töten. Der Amerikaner hat all dies als privaten Rachefeldzug geplant, denn einst töteten die Wölfe seine Frau. Rebecca und Eva, die sich inzwischen in Wölfe verwandelt haben, töten den Amerikaner jedoch, bevor er Stefan schaden kann. So bringen sich die Söldner und die Werwölfe gegenseitig um. Stefan, Rebecca und Eva warten ab und bereiten sich darauf vor, ein neues Rudel zu gründen.

## Hintergrund
Wie viele Hohlbein-Romane hat auch dieser kein Happy End im klassischen Sinne und lässt die zentralen Charaktere in einer neuen, beängstigenden Situation zurück. Besondere Parallelen sind zum 1999 erschienen Dunkel zu erkennen, in dem sich eine ähnliche Handlung auf der Basis des Vampir-Mythos entwickelt.

## Ausgaben
- Hohlbein, Wolfgang: Wolfsherz Bastei Lübbe September 1997, ISBN 3785708904
- Hohlbein, Wolfgang: Wolfsherz Bastei Lübbe April 1999, ISBN 3404141970
- Hohlbein, Wolfgang: Wolfsherz Bastei Lübbe 2000, ISBN 3404255658